# スルターン・クリー・クトゥブ・シャー

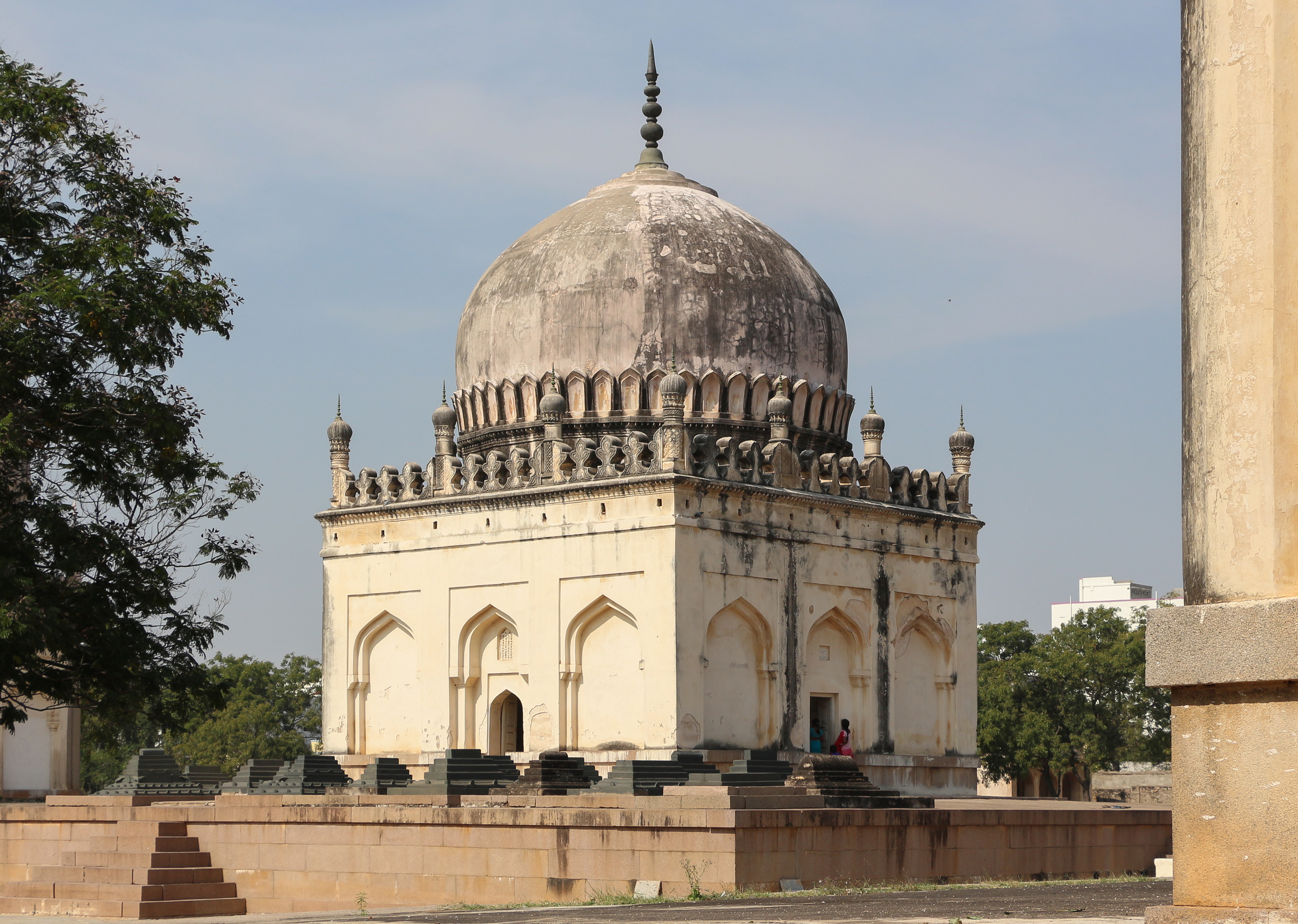
スルターン・クリー・クトゥブ・シャー

スルターン・クリー・クトゥブ・シャー（1470年 - 1543年）は、ゴールコンダ王国の創始者（在位1518年 - 1543年）。スルターン・クリー・クトゥブル・ムルクとも呼ばれる。
ペルシアのハマダーンでシーア派トゥルクマーン貴族に生まれ、本名はスルターン・クリー。祖父母からカラ・イスカンダルとジャハーン・シャーの血を引く、黒羊朝の一族であった。馬商いでインドを訪れ、親族友人と共にデリーへ移住した。その後、バフマニー朝に仕官する。
テランガーナー地方に総督として派遣され、クトゥブ・ウル・ムルクなど幾つかの称号を授けられた。バフマニー朝は激しい党争で衰退が著しくかつての力を失っていた。
1518年、彼はゴールコンダに独立を宣言してクトゥブ・シャーヒー王国をうちたてた。首都ゴールコンダの拡張にはそれほど力を注がなかったが、カーカティーヤ朝時代の古ぼけた泥の砦を基礎に、それを巨大なゴールコンダ要塞へと強化した。さらに彼は、ゴールコンダ要塞をモスクや宮殿や庭園などで美しく飾った。この要塞都市はムハマンダナガルと呼ばれ、急速に成長するとともに、ダイヤモンドや宝石の交易で有名となり、瞬く間に第一級都市のひとつとしての名声を得た。
スルターンの家臣は、彼を非常に高貴に感じており、彼もまた慈悲深く領地を統治した。彼は73歳の時、息子のジャムシード・クリー・クトゥブ・シャーにより殺害された。